# Guillaume Prévost
Guillaume Prévost (Antananarivo, 1964) è uno scrittore francese.

## Biografia
Prévost svolge l'attività di ricercatore e professore di storia a Parigi; è autore di vari romanzi gialli di ambientazione storica.
Una delle caratteristiche peculiari dell'opera di Prévost è quella di non aver dato vita ad una serie con detective fisso, ma di spaziare tra varie epoche.
Tre suoi romanzi sono stati pubblicati in Italia.
Il primo è ambientato a Roma nel 1514, in pieno Rinascimento, e il detective è Leonardo da Vinci (I sette delitti di Roma).
Il secondo romanzo, intitolato L'assassino e il profeta, si svolge a Gerusalemme nella prima metà del I secolo d.C., prima che Gesù inizi la sua predicazione: il giovane grande filosofo ebreo Filone di Alessandria si trova ad indagare sull'uccisione del capo dei farisei, potente partito ebraico; il terzo, ambientato a Parigi nel 1855, vede come protagonista Jules Verne (Jules Verne e il mistero della camera oscura).

## Opere

### Letteratura

#### I casi dell'ispettore Simon
- Il valzer degli sfregiati (La valse des gueules cassées, 2010) (Leone, 2011)
- Il ballo dello squartatore (Le bal de l'équarrisseur, 2011) (Leone, 2012)
- (Le quadrille des maudits, 2012)
- (La berceuse de Staline, 2014)
- (Cantique de l'assassin, 2016)

#### Altri romanzi
- I sette delitti di Roma (Les sept crimes de Rome, 2000) (Sellerio, 2003)
- L'assassino e il profeta (L'Assassin et le Prophète, 2002) (Sellerio, 2004)
- Jules Verne e il mistero della camera oscura (Le mystère de la chambre obscure, 2005) (Sellerio, 2005)

### Letteratura per ragazzi

#### Il libro del tempo (Le livre du temps)
- La pietra scolpita (La pierre sculptée, 2006) (La Nuova Frontiera, 2007)
- Le sette monete (Les sept pièces, 2007) (La Nuova Frontiera, 2008)
- Il cerchio d'oro (Le cercle d'or, 2008) (La Nuova Frontiera, 2009)

#### Altri romanzi
- (Force noire, 2014)

### Saggistica
- (Histoire: Terminales L, ES, S, 1999) (con Pierre Grosser e Pierre Ramognino)